# Nokia N72
Nokia N72 - telefon komórkowy wprowadzony na rynek w kwietniu 2006 roku przez firmę Nokia. Należy on do serii urządzeń Nokia N.

## Dane techniczne

### System operacyjny
- Symbian 8.1
- Interfejs użytkownika: Series 60

### Procesor
- Texas Instruments Omap 1710, 220 MHz

### Pamięć
- 20 MB
- 64 MB pamięci RAM
- 48 MB pamięci ROM
- Możliwość zwiększenia pojemności pamięci poprzez włożenie karty RS-MMC

### Wyświetlacz
- Kolorowy wyświetlacz typu TFT
- 256 tysięcy kolorów
- 176 x 208 pikseli
- Przekątna: 2,1 cala

### Aparat
- Aparat 2 Megapiksela
- rozdzielczość 1600 x 1200 pikseli
- Flesz typu LED
- Możliwość nagrywania filmów w formacie MPEG4 oraz 3GP (matryca 0.1 Megapiksela, rozdzielczość 352x288 pikseli)

### Zasilanie
- Standardowa bateria: Li-Ion 970 mAh
- Maksymalny czas czuwania telefonu (w sieci 2G): 260 godzin
- Maksymalny czas rozmów (w sieci 2G): 215 minut
- Możliwość ładowania przez port USB
- Bateria jest wymienialna

## Transmisja danych
| CSD  | Tak      |
| GPRS | Klasa 10 |
| EDGE | Klasa 10 |

## Funkcje dodatkowe
Dodatkowo telefon wyposażony jest w:
- przeglądarkę HTML
- klienta e-mail używającego protokołów POP3, IMAP, SMTP
- funkcję wysyłania wiadomości SMS i MMS
- wybieranie głosowe dla numerów i funkcji
- system głośnomówiący
- funkcję radioodbiornika
- zegar
- stoper
- minutnik
- kalkulator
- kalendarz
- dyktafon
- przelicznik walut
- alarm wibracyjny
- funkcję słownika T9
- odtwarzacz muzyki obsługujący formaty: MP3, AAC, AAC+, eAAC+
- odtwarzacz wideo